# Desmiphora compacta
Desmiphora compacta là một loài bọ cánh cứng trong họ Cerambycidae.